# Enfluran
Enfluran (systematický název (RS)-2-chlor-1,1,2-trifluorethyl(difluormethyl)ether) je halogenovaný ether běžně používaný v 70. a 80. letech 20. století jako celkové inhalační anestetikum. Objevil ho Ross Terrell v roce 1963, poprvé byl klinicky použit byl v roce 1966.
Enfluran je strukturní izomer isofluranu. Při pokojové teplotě je kapalný a snadno se vypařuje.

## Fyzikální vlastnosti
| Vlastnost                        | Hodnota              |
| -------------------------------- | -------------------- |
| Teplota varu při 1 atm           | 56,5 °C              |
| MAC                              | 1,68                 |
| Tlak par při 20 °C               | 22,9 kPa (172 mm Hg) |
| Rozdělovací koeficient krev/plyn | 1,9                  |
| Rozdělovací koeficient olej/plyn | 98                   |

## Vedlejší účinky
Klinicky způsobuje enfluran útlum srdeční kontraktility závislý na dávce, čímž současně klesá také spotřeba kyslíku srdečním svalem. Zhruba 2 - 5 % vdechnuté dávky se oxidují v játrech, vznikají při tom fluoridové ionty a kyselina difluormethoxy-difluoroctová. Tento metabolismus je výrazně větší než u strukturního izomeru isofluranu.
Enfluran také snižuje práh pro vznik křečí a proto by se neměl používat zejména u osob s epilepsií. Může také způsobovat maligní hypertermii. U těhotných žen uvolňuje dělohu.
Enfluran a methoxyfluran mají nefrotoxické účinky a mohou způsobit akutní selhání ledvin, obvykle prostřednictvím nefrotoxického metabolitu.